# Gouvernement Koivisto I
 (septembre 2023).
Si vous disposez d'ouvrages ou d'articles de référence ou si vous connaissez des sites web de qualité traitant du thème abordé ici, merci de compléter l'article en donnant les références utiles à sa vérifiabilité et en les liant à la section « Notes et références ».
République de Finlande
Paasio I Aura I
Le gouvernement Koivisto I  est le 51ème gouvernement de la République de Finlande, qui a siégé 784 jours du 2 mars 1968 au 14 mai 1970.

## Coalition et historique
Selon la pratique établie en Finlande, le gouvernement a toujours démissionné à l'occasion de l'élection présidentielle, bien que la législation n'impose pas une telle procédure.
Ainsi, l'ancien Premier ministre Rafael Paasio a démissionné de son gouvernement après l'élection présidentielle de 1968 et Mauno Koivisto, qui a récemment occupé le poste de ministre des Finances jusqu'à la fin de 1967, récemment devenu gouverneur de la Banque de Finlande a formé un gouvernement base sur une large coalition.

## Composition
| Ministre                                                                        | Début     | Fin       | Parti | Parti           |
| ------------------------------------------------------------------------------- | --------- | --------- | ----- | --------------- |
| Premier ministre Mauno Koivisto                                                 | 22.3.1968 | 14.5.1970 |       | SDP             |
| Ministre de l'Éducation Johannes Virolainen                                     | 22.3.1968 | 14.5.1970 |       | Parti du centre |
| Ministre au cabinet du Premier ministre Jussi Linnamo Margit Eskman             | 22.3.1968 | 31.1.1970 |       | SDP             |
| Ministre au cabinet du Premier ministre Jussi Linnamo Margit Eskman             | 1.2.1970  | 14.5.1970 |       | SDP             |
| Ministre des Affaires étrangères Ahti Karjalainen                               | 22.3.1968 | 14.5.1970 |       | Parti du centre |
| Ministre de la Justice Aarre Simonen                                            | 22.3.1968 | 14.5.1970 |       | TPSL            |
| Ministre de l'Intérieur Antero Väyrynen                                         | 22.3.1968 | 14.5.1970 |       | SDP             |
| Ministre de la Défense Sulo Suorttanen                                          | 22.3.1968 | 14.5.1970 |       | Parti du centre |
| Ministre des Finances Eino Raunio                                               | 22.3.1968 | 14.5.1970 |       | SDP             |
| Vice-Ministre des Finances Ele Alenius                                          | 22.3.1968 | 14.5.1970 |       | SKDL            |
| Ministre de l'Agriculture Martti Miettunen                                      | 22.3.1968 | 14.5.1970 |       | Parti du centre |
| Ministre des transports et des travaux publics Paavo Aitio                      | 22.3.1968 | 14.5.1970 |       | SKDL            |
| Vice-Ministre des transports et des travaux publics Viljo Virtanen Veikko Helle | 1.1.1970  | 28.2.1970 |       | SDP             |
| Vice-Ministre des transports et des travaux publics Viljo Virtanen Veikko Helle | 1.1.1970  | 28.2.1970 |       | SDP             |
| Ministre de l'Emploi Veikko Helle                                               | 1.3.1970  | 14.5.1970 |       | SDP             |
| Ministre du commerce et de l'industrie Grels Teir                               | 22.3.1968 | 14.5.1970 |       | RKP             |
| Vice-Ministre du commerce et de l'industrie Väinö Leskinen                      | 22.3.1968 | 14.5.1970 |       | SDP             |
| Ministère des Affaires sociales Anna-Liisa Tiekso                               | 22.3.1968 | 14.5.1970 |       | SKDL            |
| Vice-Ministre des Affaires économiques Eemil Partanen                           | 22.3.1968 | 14.5.1970 |       | Parti du centre |